# Aydin Aghdashloo
Aydin Aghdashloo (em persa: آیدین آغداشلو‎‎; nascido em 30 de outubro de 1940) é um pintor iraniano, grafista, escritor, crítico de cinema e um dos artistas mais conhecidos arte moderna e contemporânea iraniana. Suas obras de arte são conhecidas por mostrar o pensamento de morte gradual e desgraça, e também por recriar trabalhos clássicos notáveis de forma moderna e surreal. Suas duas séries de Recuperações de Terminação e Anos de Fogo e Neve são consideradas parte da série mais importante da arte iraniana moderna.
Aghdashloo começou a desenhar e a pintar na adolescência e se tornou o pintor de livros de texto, revistas e instituições privadas iranianas na juventude. Por um tempo, ele dirigiu os assuntos culturais e artísticos do "Escritório Especial da Rainha Farah Pahlavi" e ajudou a colecionar obras de arte iranianas e mundiais. Ele também esteve envolvido no lançamento do Museu de Arte Contemporânea de Teerão e no Museu Reza Abbasi, e dirigiu este último por um tempo. Após a revolução, Aghdashloo é considerado um dos mais famosos mestres de pintura para os pintores iranianos modernos de terceira geração.
Actualmente Aghdashloo realizou duas exposições individuais no Irão. A primeira foi na Sociedade Irão-América em Teerão em 1975 e o segundo em novembro de 2014. Além de várias pinturas modernas, ele tem centenas de escritos, incluindo críticas de arte e cinema, pesquisas sobre a história da arte e a literatura de viagens.

## Vida pessoal
Aghdashloo casou-se com Shohreh Vaziritabar - atriz de teatro e cinema conhecida como Shohreh Aghdashloo - em 1972. O seu casamento durou até 1980, quando eles se divorciaram e ela deixou o Irão. Aghdashloo se casou com Firouzeh Athari (graduada em arquitetura), que foi uma das suas alunas em 1981 e tem um filho e uma filha chamados Takin (1982) e Tara (1987), respectivamente. Sua família emigrou para o Canadá e estava situada em Toronto em 2001. Tara aprendeu jornalismo naquela cidade e começou a trabalhar em redes de TV como BBC persa e Manoto 1.
Aydin Aghdashloo vive em Teerão e passa a maior parte do tempo em seu atelier pessoal, onde realiza trabalho de pintura e as pesquisas artísticas, e também o lugar de manter os pratos e objetos antigos dos séculos anteriores que ele utiliza em suas obras. Ele sempre escuta música enquanto trabalha e, segundo ele, ele "não pode trabalhar sem música".

## Ensino
Aghdashloo leccionou várias aulas de arte. Após a revolução, ele ensinou pintura durante algum tempo na Universidade Al-Zahra de Teerão, mas perdeu seu emprego após a revolução cultural e começou a ensinar em uma casa de arte privada. Embora ele tenha sido impedido de ensinar na Universidade de Teerã por causa de suas conexões com a família real antes da revolução, Aghdashloo conseguiu treinar centenas de jovens pintores iranianos de terceira geração, abrindo seu atelier pessoal no beco Osku de Teerão para interessados em arte.
Dos alunos notáveis de terceira geração de Aghdashloo, Houman Mortazavi, Khosrow Hassanzadeh, Sbohreh Mehran, Nurieh Mozaffari, Iraj Shafe'i e Abdi Asbaghi podem ser mencionados.